# Louvre Abu Dhabi
Der Louvre Abu Dhabi ist ein Kunstmuseum in Abu Dhabi in den Vereinigten Arabischen Emiraten. Der Name leitet sich vom Louvre in Paris ab, mit dem eine enge Kooperation besteht. Für das Museum entwarf der französische Architekt Jean Nouvel ein neues Gebäude auf der Insel Saadiyat. An der Einweihung am 8. November 2017 durch Chalifa bin Zayid Al Nahyan nahm Frankreichs Präsident Emmanuel Macron teil. Die offizielle Eröffnung erfolgte am 11. November 2017.

## Geschichte

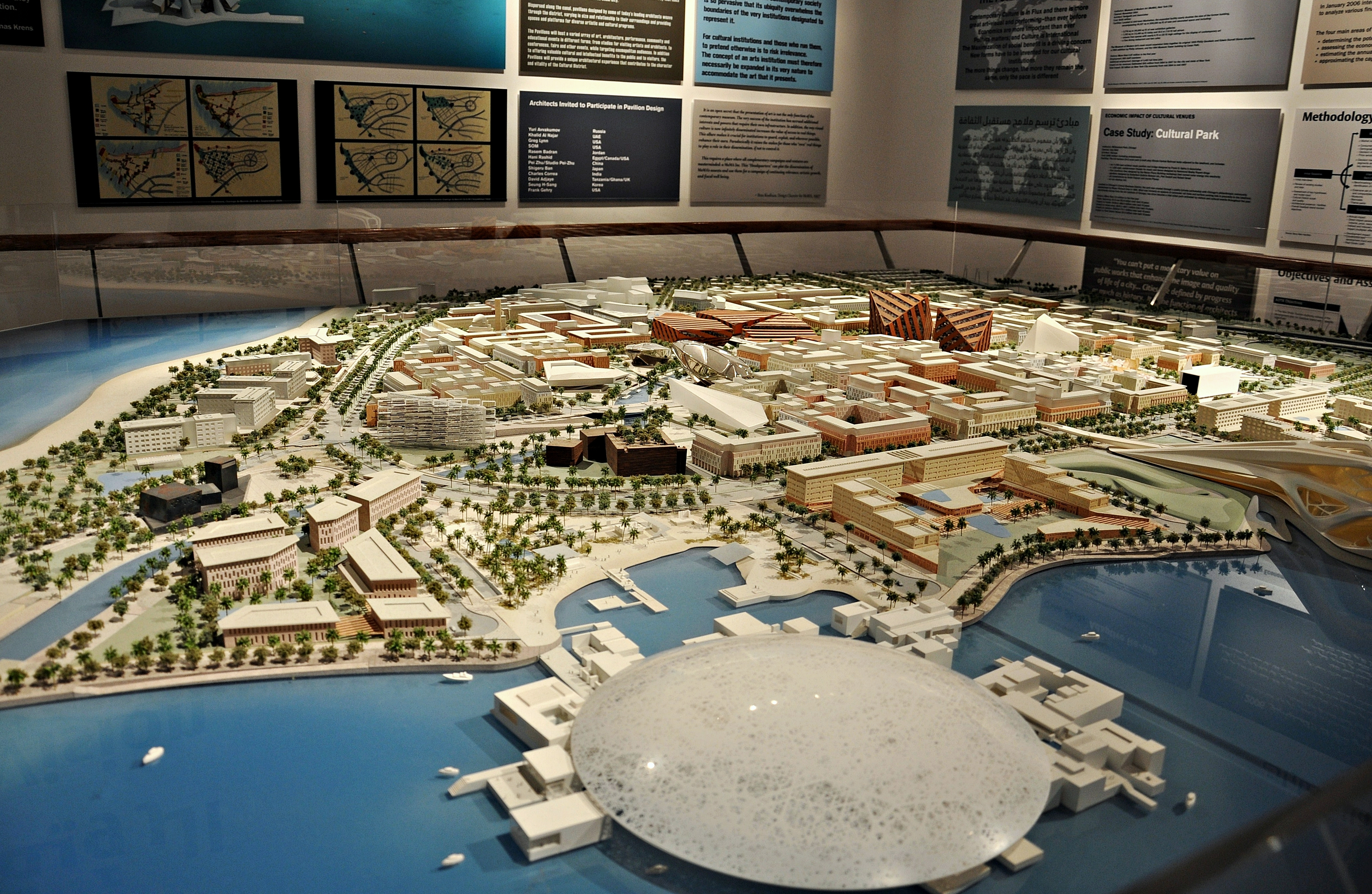
Modellbau 2011, im Vordergrund die Kuppel des Louvre Abu Dhabi

Im Rahmen der Planungen zur Gestaltung eines Kulturbezirkes auf der Insel vereinbarten die Regierungen der Vereinigten Arabischen Emirate und Frankreichs am 6. März 2007 eine auf zunächst 30 Jahre geplante enge Zusammenarbeit. Hierin wurde unter anderem der Bau eines Kunstmuseums in Abu Dhabi beschlossen. Als Name wurde Louvre Abu Dhabi festgelegt und der Architekt Jean Nouvel mit den Planungen beauftragt. Die französische Seite begleitete nicht nur die Planung und den Bau des Gebäudes, sondern war für die wissenschaftliche Konzeption des Museums verantwortlich. Zudem soll das Museum in den ersten zehn Jahren nach der Eröffnung bedeutende Leihgaben aus französischen Museen erhalten und in den ersten 15 Jahren jeweils vier Wechselausstellungen organisieren. Darüber hinaus hilft die französische Seite dem neuen Museum beim Aufbau einer eigenen Kunstsammlung. Im Gegenzug zahlen die Vereinigten Arabischen Emirate an Frankreich 965 Millionen Euro, die für die französischen Museen vorgesehen sind.

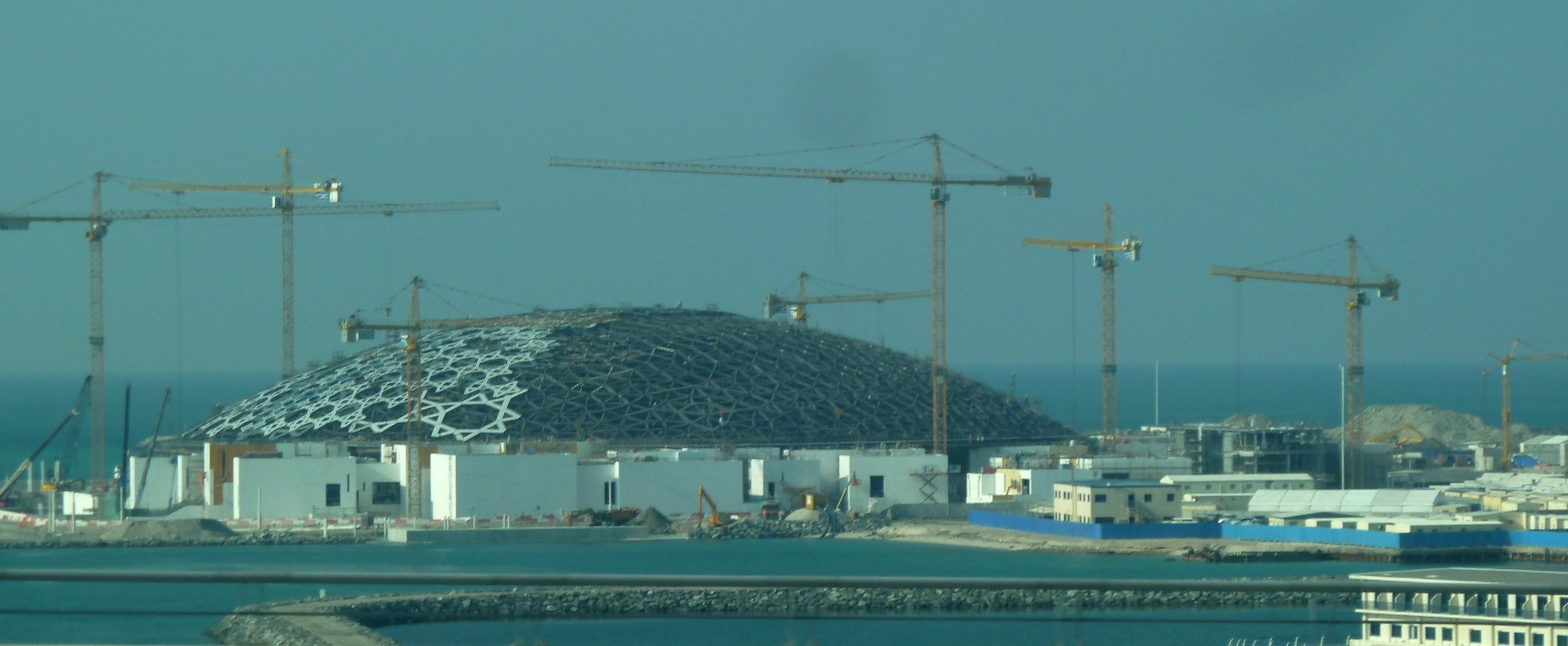
Gebäude des Louvre Abu Dhabi während der Bauarbeiten 2015

Bereits während der Bauarbeiten am Museumsgebäude eröffneten 2009 Kronprinz Muhammad bin Zayid Al Nahyan und der französische Präsident Nicolas Sarkozy eine erste Museumsausstellung, die im Emirates Palace Hotel in Abu Dhabi zu sehen war. In dieser Ausstellung wurden die ersten 19 für den Louvre Abu Dhabi erworbenen Exponate und erste Leihgaben aus französischen Museen gezeigt. 2013 wurde im Pariser Louvre eine Ausstellung mit Exponaten gezeigt, die für die Sammlung des Louvre Abu Dhabi angekauft wurden. Direktor des Museums ist Manuel Rabaté, der zuvor am Pariser Louvre tätig war, seine Stellvertreterin ist Hissa Al Dhaheri, die aus Abu Dhabi stammt.
Die Eröffnung in Abu Dhabi war zunächst für 2012/13 geplant, 2013 begannen die Bauarbeiten. Die Eröffnung wurde dann für 2015 angekündigt. Im Juni 2016 wurde der Rohbau beendet und die vielen Wasserbecken, die das Museum umgeben, konnten erstmals geflutet werden. Das Gebäude wird von einer flachen, lichtdurchlässigen Kuppel aus Stahlgeflecht mit 180 Meter Durchmesser und 7500 Tonnen Gewicht überwölbt. Das Museum wurde am 8. November 2017 eingeweiht und die offizielle Eröffnung für Besucher folgte am 11. November 2017 nach.

## Gebäude
Auf Saadiyat entsteht ein Kulturviertel mit noch in der Planungs- und Bauphase befindlichen Museen. So wird nach Entwürfen von Norman Foster das Zayed-Nationalmuseum zur arabischen Kultur gebaut und von Frank Gehry stammen die Pläne für das Museum Guggenheim Abu Dhabi, in dem zeitgenössische Kunst gezeigt werden soll. Zudem entsteht nach Plänen von Tadao Ando ein Meeresmuseum und aus dem Büro von Zaha Hadid kommt der Entwurf für ein Theatergebäude.
Das Grundstück des Louvre Abu Dhabi liegt direkt an der Küste des Persischen Golfs. Jean Nouvel erhielt von den Bauherren den Auftrag, ein Museum zu entwerfen, das moderne Architektur mit der Tradition arabischer Bauten verbinden sollte. Er entwickelte daraufhin einen Gebäudekomplex, der aus 55 neben- und übereinander angeordneten Quaderbauten besteht. Diese Bauten mit ihren Flachdächern und den dazwischenliegenden Wegen sollen an eine arabische Altstadt erinnern, umgeben sind sie von mehreren Wasserbecken. Als markanten Blickfang hat Nouvel über diese Anordnung eine flache Kuppel von 180 Metern Durchmesser gespannt: Diese mehrschichtige, netzartige Kuppelkonstruktion besteht aus 8.000 Metallsternen, durch die Lichtstrahlen auf die darunter liegenden Gebäude und Wasserflächen fallen. Insgesamt hat das Museum eine Fläche von 24.000 m², wovon für Dauerausstellungen 6.000 und für Sonderausstellungen 2.000 vorgesehen sind.

## Sammlung

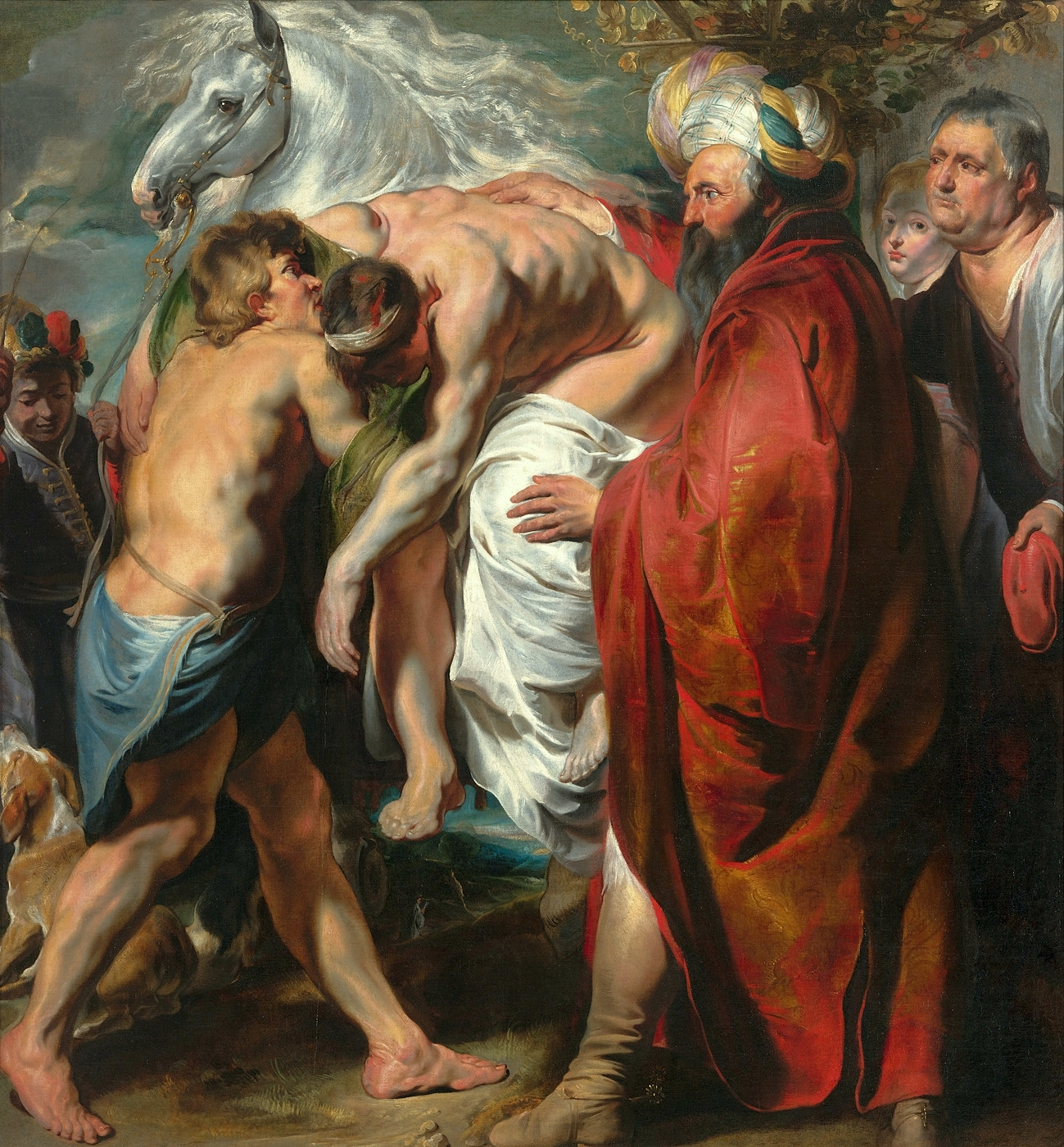
Jacob Jordaens: Barmherziger Samariter

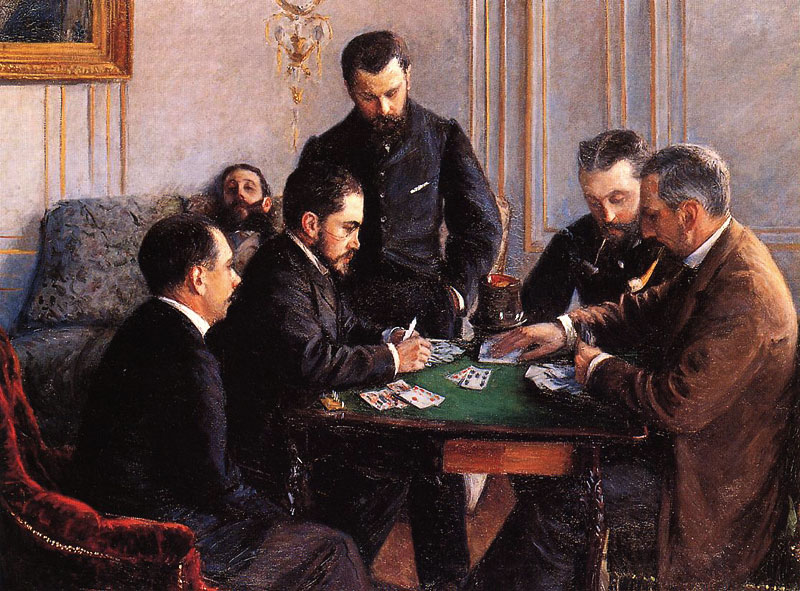
Gustave Caillebotte: La Partie de bésigue

Konzipiert ist die Sammlung des Louvre Abu Dhabi auf die Zeit von der Antike bis zum 21. Jahrhundert. Beim Pariser Vorbild reicht die Zeitspanne bis etwa 1850, für die Zeit danach gibt es dort verschiedene andere staatliche Museen wie das Musée d’Orsay oder das Musée National d’Art Moderne im Centre Georges-Pompidou. Zu den seit 2009 erworbenen Kunstwerken gehören beispielsweise die Skulptur einer Prinzessin aus Baktrien aus dem 3. Jahrtausend v. Chr. oder eine altägyptische Bronzestatuette des Osiris aus der Dritten Zwischenzeit. Hinzu kommen eine Holzfigur der Soninke aus dem Mali, eine Statue eines Bodhisattva aus der Region Gandhara in Pakistan, ein Buddhakopf aus der chinesischen Dynastie der Nördlichen Qi, eine südindische Bronzefigur eines tanzenden Shiva, eine persische Papiermalerei Bahram V. im grünen Pavillon und ein persischer Goldarmreif mit Löwenfiguren. Zudem gibt es eine schwarzfigurige Terrakottavase aus Griechenland aus der Zeit um 520 v. Chr. mit der Darstellung des Kampfes zwischen Herakles und dem Nemeischen Löwen, eine Adlerfibel aus Domagnano aus der 2. Hälfte des 5. Jahrhunderts, eine Koranhandschrift der Mamluken aus der 2. Hälfte des 13. Jahrhunderts oder eine um 1515–1520 entstandene Holzschnitzarbeit Christus zeigt seine Wunden aus dem deutschen Sprachraum.
Im Bereich der europäischen Malerei gibt es eine Jungfrau mit Kind von Giovanni Bellini, einen Barmherzigen Samariter von Jacob Jordaens, ein Bild mit dem Motiv der Jakobsleiter von Bartolomé Esteban Murillo und ein Gemälde Esthers Ohnmacht von Jean François de Troy. Hinzu kommen das Porträt von William Welby und seiner Frau Penelope beim Schachspiel von Francis Cotes, eine Badende Nymphe von Louis Jean François Lagrenée und das Historienbild Don Pedro von Toledo küsst das Schwert von Heinrich IV. von Jean-Auguste-Dominique Ingres. Aus dem 19. Jahrhundert stammen Arbeiten wie Le Bohémien und Nature morte au cabas et à l’ail von Édouard Manet, La Partie de bésigue von Gustave Caillebotte, Les Enfants luttant von Paul Gauguin und die Darstellung Junger Emir beim Studium des türkischen Malers Osman Hamdi Bey. Beispiele der Malerei des 20. Jahrhunderts sind Werke wie die 1928 entstandene Gouache Portrait de femme von Pablo Picasso, das Gemälde La Lectrice soumise von René Magritte, die Komposition in Blau, Rot, Gelb und Schwarz von Piet Mondrian und das Bild Anthropométrie von Yves Klein.
2018 sollte das teuerste jemals versteigerte Bild, Leonardo da Vincis Salvator mundi, im Rahmen einer Ausstellung gezeigt werden. Diese fand aber bislang nicht statt.

## Kritik
Das Projekt des Louvre Abu Dhabi stand vor allem in Frankreich in der Kritik. Während der ehemalige Kulturminister Jack Lang die Zusammenarbeit mit den Vereinigten Arabischen Emiraten verteidigte, kritisierte die ehemalige Museumsdirektorin Françoise Cachin in einem Artikel in der Zeitung Le Monde das Projekt, das ihrer Meinung nach gegen die Ethik der Museumsarbeit verstoße. Eine entsprechende Petition gegen die Zusammenarbeit wurde von zahlreichen Kunsthistorikern, Kuratoren und weiteren Persönlichkeiten unterstützt. Zu den Kritikpunkten gehörten eine befürchtete Konkurrenz beim Ankauf von Sammlungsstücken und die damit verbundenen Interessenkonflikte der Mitarbeiter der französischen Museen, die einerseits den Louvre Abu Dhabi beraten sollen und andererseits ihrem Arbeitgeber in Frankreich verpflichtet seien. Ein weiterer Kritikpunkt betrifft den rechtlichen Status des Louvre Abu Dhabi, dessen Sammlung zum Privatbesitz der Familie des Emirs von Abu Dhabi gehört. Die französischen Museumskuratoren seien hingegen dem nationalen Erbe Frankreichs verpflichtet und könnten nicht für den Privatbesitz eines ausländischen Herrschers arbeiten.
Ulrich Schmid machte im Januar 2018 darauf aufmerksam, dass auf einer Karte in der Kinderabteilung, auf welcher historische Handelsrouten verzeichnet sind, die Halbinsel Katar fehlte, und schrieb dazu: „Landkarten verraten viel über ihre Macher“.